# Neptunfű
A neptunfű (Posidonia oceanica) a Posidonia nembe tartozó a Földközi-tengerben elterjedt vízinövény. Ősi faj, évmilliókkal ezelőtt a Tethys-óceánban, a Földközi-tenger geológiai elődjének a vizében fejlődhetett ki, part-menti növényből. DNS felmérés alapján legidősebb, telepet alkotó egyedei a 200 ezer évet is elérhetik, mellyel 2012-es adatok szerint a föld legidősebb élőlényének tekinthető.

## Leírása
Gyökértörzse barna, 1–2 cm vastagságú (plagiotróp), ebből nőnek ki a felszín felé mutató rizómák (ortotróp), melyek 4-8 levélből álló nyalábban végződnek. A szélesen kiterjedt gyökérhajlataikban, az úgynevezett rizómákban nagy mennyiségű tápanyagot képesek felhalmozni. A levelek zöld színűek, körülbelül 1-1,5 cm átmérőjűek és 20–100 cm hosszúak. A levelek növekedésének üteme lassú, kb. 3–6 cm/év. A rizómából nőnek ki az aljzatba kapaszkodó gyökerek; a rizóma az üledéklerakódás ütemét követve növekszik, újabb gyökereket eresztve - az így létrejött üledék-rizóma-gyökér-szőnyeg az évszázadok alatt több méter vastagságúra is gyarapodhat. A neptunfű-préri a tenger tüdeje, oxigénnel dúsítja a vizet s megköti a lebegő üledéket. Gyengíti a hullámok erejét és stabilizálja a tengerfenéki homokot, s ezzel védi a partot az eróziótól. Összetéveszthető a Cymodocea nodosa-val, melynek rizómái kecsesebbek, levelei rövidebbek és egyenesebbek.
Az elhalt levelek a partra sodródva akár másfél méter vastagságú szőnyeget is képezhetnek, otthont adva az apró rákok és hasonló élőlények millióinak és védik a partot a hullámok okozta eróziótól. A tengerparton a hullámok különböző nagyságú, sűrű, barna golyókká görgethetik a neptunfű elhalt leveleit.

## Előfordulása
Földközi-tengerben elterjedt; kivéve a keleti, Szíriától Egyiptomig terjedő partokat. Sziklás és/vagy homokos tengerfenéken, kb. 40 méter mélységig él. 37-38 gramm/liter sót igényel, emiatt folyótorkolatok környékén nem él meg. A lapos, homokos, illetve finom-üledékes aljzaton rendkívül kiterjedtek lehetnek a mezők.

## Életmódja
Fénykedvelő növény, az infralitorális zóna néhány méteres sekély partmenti vizeitől legfeljebb 50–60 méteres mélységig él. Nagyon fontos szerepet játszik a laza üledékek megkötésében, és számos állatfajnak biztosít élőhelyet. A neptunfű-mezők többsége átlagosan 100 000 éves. A gyöktörzsek horizontális növekedése évente elérheti a 10-15 centimétert. A legnagyobb egybefüggő „rétek” hossza eléri a 16 kilométert is. A telepek tömege elérheti a hatezer tonnát.
A vízalatti neptunfű-prérik nagysága változó, elérhetik a több száz hektárnyi kiterjedést is. Algák, férgek, hidrák, szivacsok, tengeri csikók, tengeri sünök, kagylók, rákok, halak - mindenki hasznát látja a neptunfűnek. A sötétlila tengerisün (Sphaerechinus granularis) rizómáit eszi, a fekete kősün (Paracentrotus lividus) a magashátú durbinccsal (Sarpa salpa) a leveleken osztozik. A kis termetű halak itt rejtőznek el, ha veszélyben érzik magukat, s itt vadásznak a náluk apróbbakra, a nagy termetűek óvodaként használják a biztos menedéket nyújtó levélrengeteget.

## Szaporodása
Augusztus-november környékén virágzik. Virágai zöld színűek és a levelek közé rejtettek. Gyümölcsei (tengeri olíva) május-június környékén válnak le. A neptunfű magjai ritkán érnek be, szaporodásában fontosabb szerepet tölt be az a képessége, hogy dugványról is kihajthat: a tengeri viharokban letört és elsodort ágak kigyökerezve új fűcsomót képeznek.

## Védettsége
A neptunfű ökológiailag kiemelt jelentőségű védett növény. A Barcelonai egyezmény (1995. december), a Berni egyezmény (1996. február), az UNESCO (Riói konferencia, 1992) és az 1992. május 21-i EU direktíva is rendelkezik róla. Neptunfüves területen nem lehet horgonyt vetni. Komoly fenyegetést jelent az élőhelyeire a Monacói Akváriumból 1984-ben emberi figyelmetlenség miatt a Földközi-tenger vizébe került, trópusi eredetű tiszafalevél-moszat (Caulerpa taxifolis) agresszív terjeszkedése, mivel az egyre több területen kezdi kiszorítani élőhelyeiről az őshonos neptunfüvet.

## Galéria

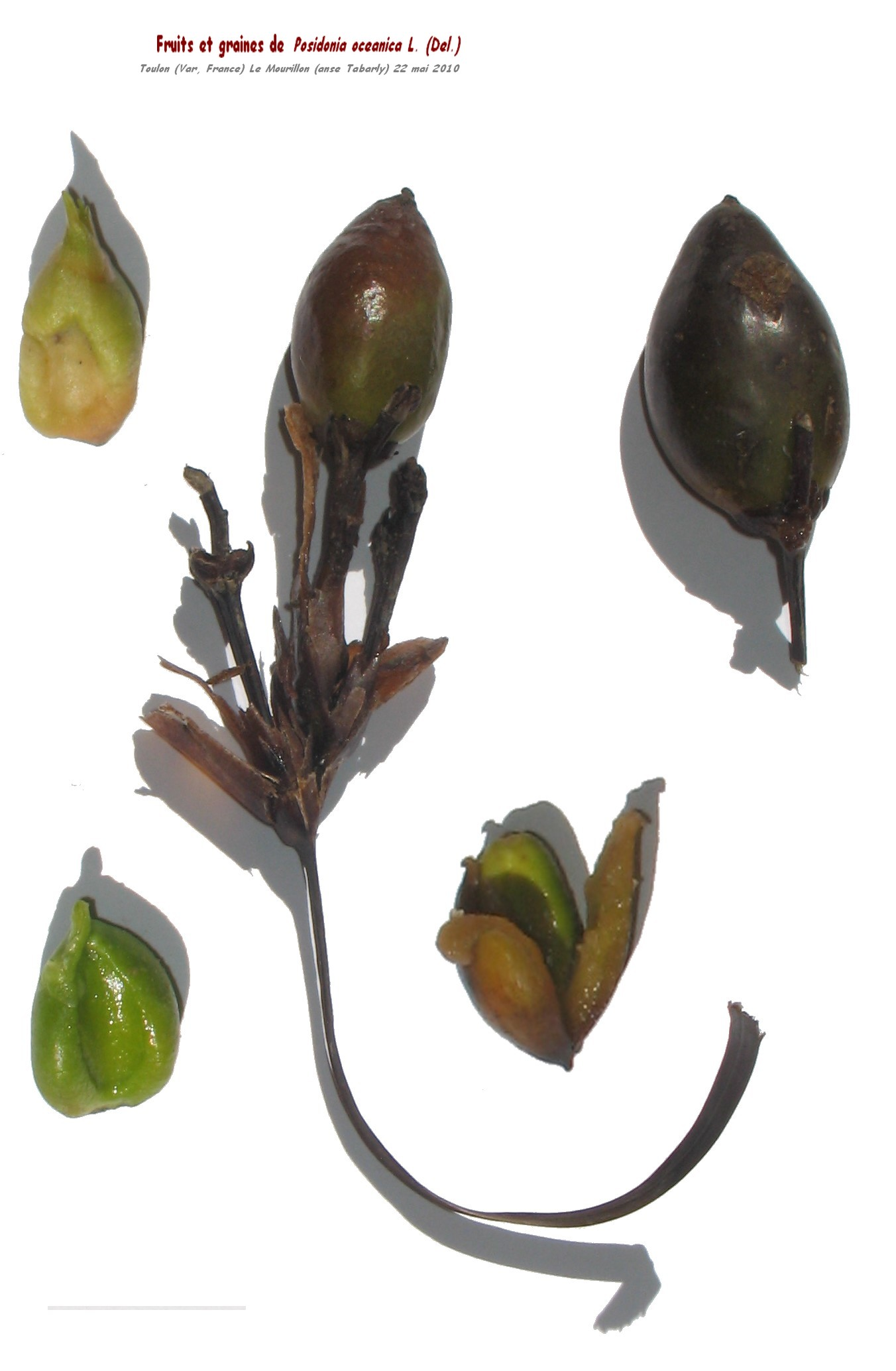
A Neptunfű termése
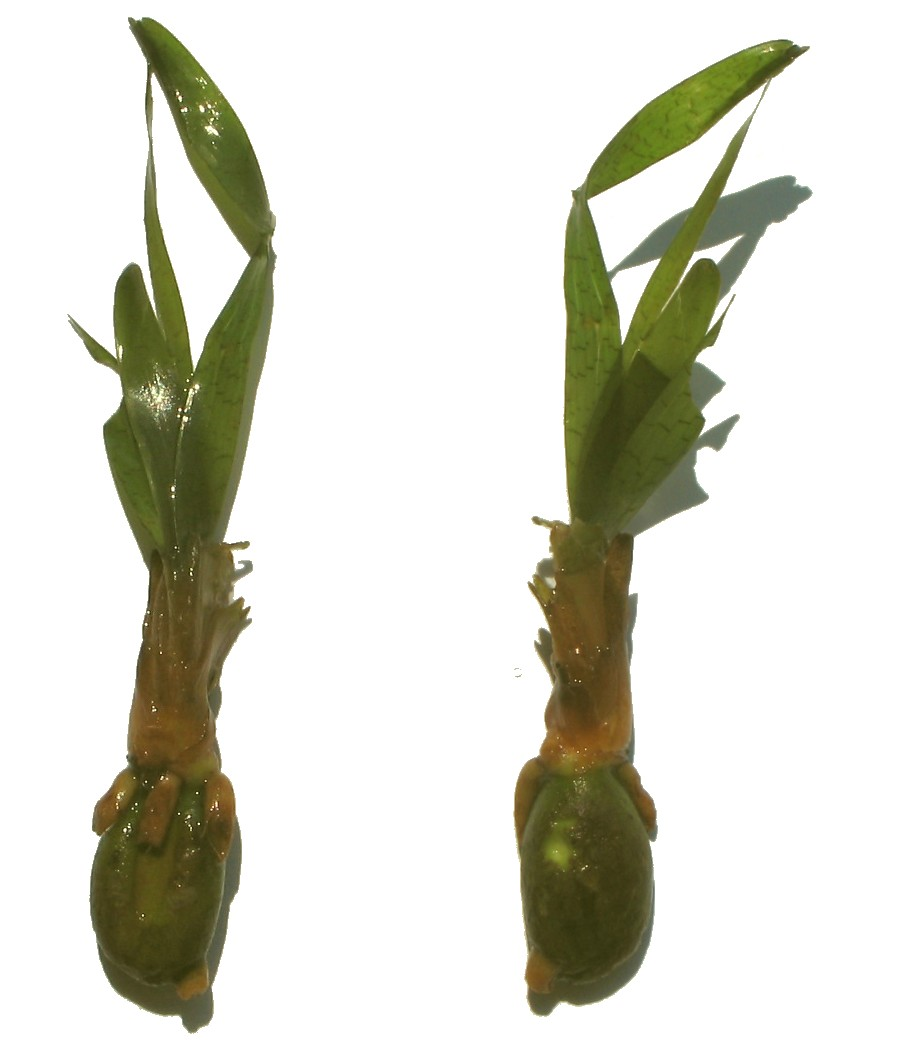
kb. egyéves növény fejletlen gyökérzettel
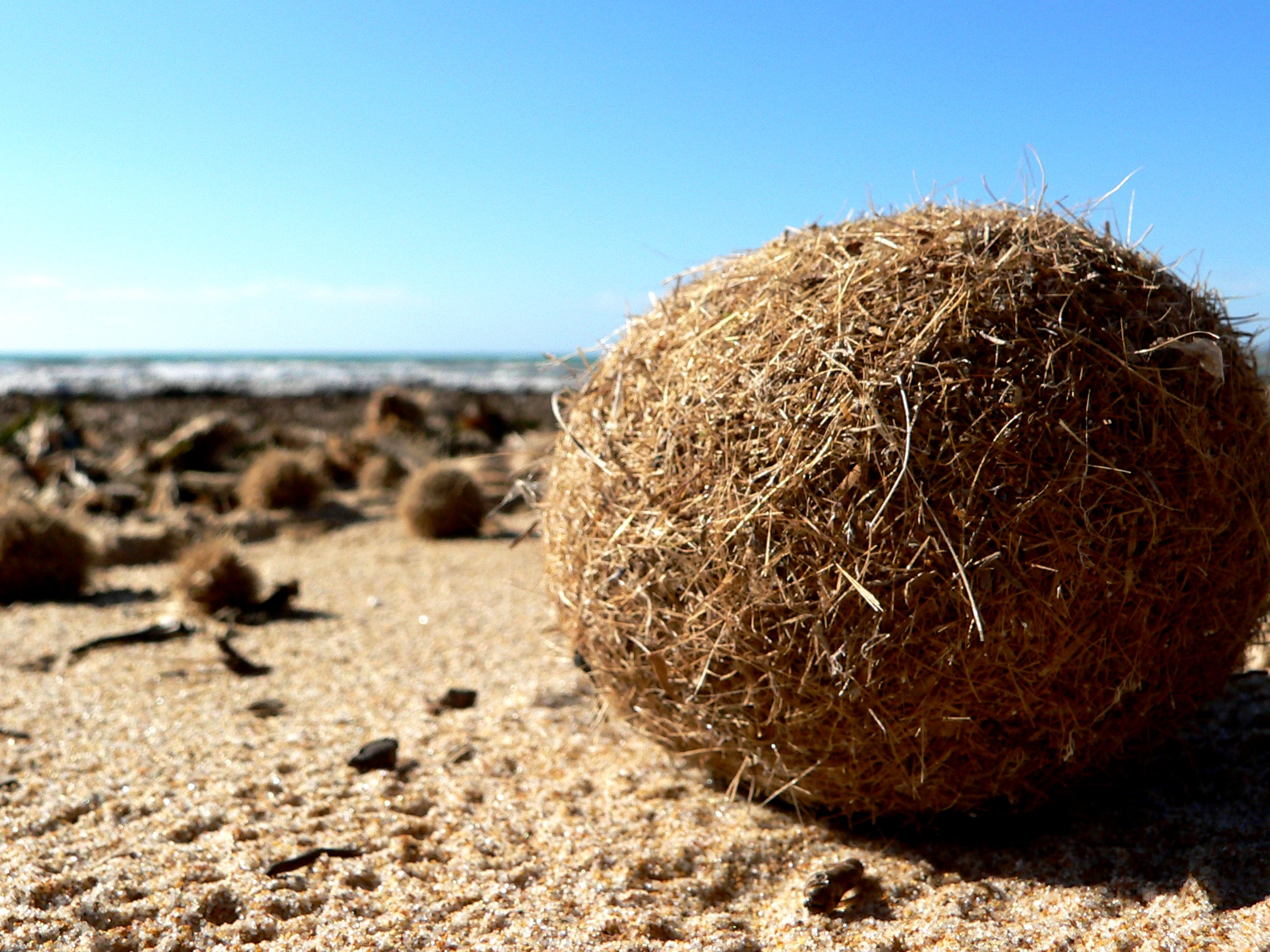
Gömbbé formálódott elhalt levelek